# Третій закон термодинаміки
Теорема Нернста, відома також під назвою третій закон термодинаміки, стверджує, що ентропія прямує до константи при абсолютному нулі температури.
Вперше закон спадання ентропії до нуля при нульовій температурі сформулював Вальтер Нернст (Нобелівська премія з хімії 1920 року).

## Обґрунтування
Теорема Нернста базується на квантовомеханічних уявленнях. У класичній фізиці ентропія визначена з точністю до сталої, тому можна стверджувати лише те, що при нульовій температурі ентропія набуває мінімального значення. Згідно з квантовою механікою при абсолютному нулі температури фізичне тіло перебуває в основному стані. Такий стан єдиний. Оскільки
{\displaystyle S=k{\text{ln}}\Gamma \,},
де S — ентропія, k — стала Больцмана, Γ — кількість можливих станів, ентропія системи дорівнює нулю.

## Наслідки
Внаслідок теореми Нернста при абсолютному нулі нульове значення мають також і ряд інших термодинамічних величин, наприклад: теплоємність і коефіцієнт теплового розширення. До нуля прямують як теплоємність при сталому об'ємі cV, так
і теплоємність при сталому тиску cP, при чому
{\displaystyle {\frac {c_{P}-c_{V}}{c_{P}}}\rightarrow 0}.

## Випадок невпорядкованих багатокомпонентних фаз
У рівноважній системі можна відібрати у вигляді тепла тільки певну кількість енергії, при цьому термодинамічна температура прямує до нуля, а ентропія зменшується до певного значення {\displaystyle S_{0}\,}, яке: 1) дорівнює нулю у випадках однокомпонентних та впорядкованих багатокомпонентних фаз; 2) є додатнім і залежить тільки від числа компонентів у випадку невпорядкованих багатокомпонентних фаз. По суті третій закон термодинаміки визначає абсолютне значення ентропії при Т = 0 К. (Дивіться Ентропія змішування)